# Cantonul Senones
Cantonul Senones este un canton din arondismentul Saint-Dié-des-Vosges, departamentul Vosges, regiunea Lorena, Franța.

## Comune
- Ban-de-Sapt
- Belval
- Châtas
- Denipaire
- Grandrupt
- Hurbache
- Ménil-de-Senones
- Le Mont
- Moussey
- Moyenmoutier
- La Petite-Raon
- Le Puid
- Saint-Jean-d'Ormont
- Saint-Stail
- Le Saulcy
- Senones (reședință)
- Le Vermont
- Vieux-Moulin